# Talitrus toli
Talitrus toli är en kräftdjursart som beskrevs av J. L. Barnard 1960. Talitrus toli ingår i släktet Talitrus och familjen tångloppor. Inga underarter finns listade i Catalogue of Life.